# Référendum de 1977 sur l'indépendance du territoire français des Afars et des Issas
Le référendum sur l'indépendance du territoire français des Afars et des Issas a lieu sur ce territoire le 8 mai 1977. À la suite de la victoire écrasante du oui, le territoire devient indépendant le 27 juin de la même année sous le nom de république de Djibouti.
Il fait suite au référendum d'autodétermination tenu le 19 mars 1967, où 60 % des votants s'étaient prononcés en faveur de leur maintien dans la République française, avec un statut renouvelé.

## Résultats
| Choix                     | Votes   | %     |
| ------------------------- | ------- | ----- |
| Pour                      | 80 864  | 99,75 |
| Contre                    | 199     | 0,25  |
|                           |         |       |
| Votes valides             | 81 063  | 99,04 |
| Votes blancs et invalides | 784     | 0,96  |
| Total                     | 81 847  | 100   |
| Abstention                | 24 115  | 22,76 |
| Inscrits/Participation    | 105 962 | 77,24 |